# 苏拉达
苏拉达（Surada），是印度奥里萨邦Ganjam县的一个城镇。总人口14647（2001年）。

## 人口
该地2001年总人口14647人，其中男性7461人，女性7186人；0—6岁人口2034人，其中男1032人，女1002人；识字率63.04%，其中男性为71.63%，女性为54.12%。